# Bom Jesus do Monte

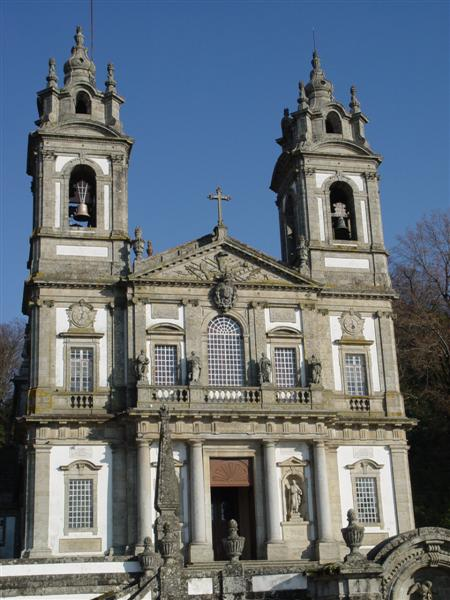
Fachada de la iglesia del Bom Jesus.

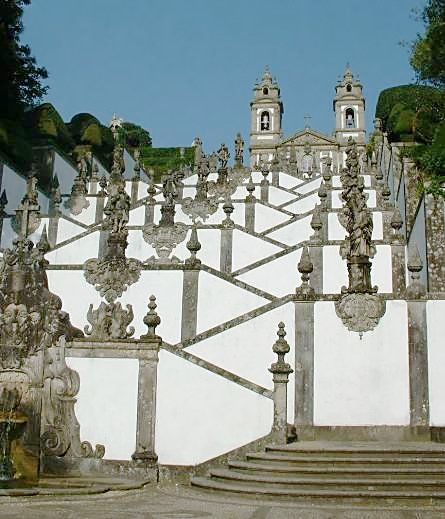
Escaleras e iglesia del Bom Jesus do Monte.

Bom Jesus do Monte es un santuario portugués situado en los alrededores de la ciudad de Braga, en el norte del país (41°33′17″N 8°22′39″O / 41.5546, -8.3775). Su nombre significa 'Buen Jesús del Monte'.
El Santuario es un ejemplo notable de lugar de peregrinaje. Su característica más prominente son sus escaleras monumentales barrocas, que salvan un desnivel de 116 metros. Es una importante atracción turística de la ciudad de Braga.
El 7 de julio de 2019, el Santuario fue inscrito como Patrimonio de la Humanidad de la UNESCO.

## Historia
Numerosas cumbres en Portugal y otras partes de Europa han sido lugares de devoción religiosa desde antiguo, y es posible que la colina del Bom Jesus fuese una de ellas. Sin embargo, el primer indicio de la existencia de una capilla sobre la colina data de 1373. Esta capilla —dedicada a la Santa Cruz— fue reconstruida en los siglos XV y XVI. En 1629 se construyó una iglesia de peregrinaje dedicada al Bom Jesus (Buen Jesús), con seis capillas dedicadas a la Pasión de Cristo.
El Santuario actual se empezó a construir en 1722, bajo el patrocinio del Arzobispo de Braga, Rodrigo de Moura Telles. Se puede ver su escudo de armas en la entrada, al principio de la escalera. Bajo su dirección se completó los primeros tramos de escaleras, con capillas dedicadas al Via Crucis. Cada capilla está decorada con esculturas de terracota que describen la Pasión de Cristo. También patrocinó el siguiente tramo de escaleras, que tiene forma zigzagueante y está dedicado a los Cinco Sentidos. Cada sentido (vista, oído, olfato, gusto y tacto) está representado por una fuente diferente. Al final de esta escalera, se construyó, alrededor de 1725, una iglesia barroca, a cargo del arquitecto Manuel Pinto Vilalobos.
Las obras de las primeras capillas, escaleras e iglesia tuvieron lugar a lo largo del siglo XVIII. En una zona detrás de la iglesia (el llamado Terreiro dos Evangelistas), se construyeron, en la década de 1760, tres capillas octogonales con estatuas que describían episodios posteriores a la Crucifixión, como el encuentro de Jesús con María Magdalena. Su diseño exterior se le atribuye al célebre arquitecto bracarense André Soares. Alrededor de estas capillas hay cuatro fuentes barrocas con estatuas de los evangelistas, que datan también de aquella década.
Alrededor de 1781, el arzobispo Gaspar de Braganza decidió completar el conjunto añadiendo un tercer tramo de escaleras y una nueva iglesia. La tercera escalera también sigue un patrón zigzagueante y está dedicada a las Tres Virtudes Teologales: Fe, Esperanza y Caridad, cada una con su fuente. La iglesia vieja se demolió y se construyó una nueva siguiendo un estilo neoclásico, a cargo del arquitecto Carlos Amarante. Esta nueva iglesia, comenzada en 1784, tenía decorado su interior a comienzos del siglo XIX y fue consagrada en 1834. El retablo principal está dedicado a la Crucifixión.
En el siglo XIX, la zona alrededor de la iglesia y la escalera se expropió para convertirla en un parque. En 1882, para facilitar el acceso al Santuario, se construyó el Elevador do Bom Jesus, que unía la ciudad de Braga con la colina. Fue el primero de su clase que se construyó en la península ibérica y aún sigue en uso.

## Significado
El diseño del Santuario del Bom Jesus, con su naturaleza barroca remarcada por la forma zigzagueante de sus escaleras, ha influido muchos otros lugares de Portugal (como Lamego) y el Brasil colonial, como el Santuario de Congonhas. Los peregrinos, al subir las escaleras, encontraban un programa teológico que contrastaba los sentidos del mundo material con las virtudes del espíritu, y al mismo tiempo experimentaban las escenas de la Pasión de Cristo. La culminación de aquel esfuerzo era el templo de Dios, o sea, la iglesia situada en la cima de la colina. La presencia de varias fuentes a lo largo de las escaleras dan idea de la purificación del creyente.
Del mismo modo, las capillas que conforman el Via Crucis sirvieron de inspiración para el  Santuario de Nuestra Señora de las Ermitas, en Orense (Galicia, España).
La iglesia nueva (construida en 1784-1834 por Carlos Amarante) fue una de las primeras iglesias neoclásicas de Portugal.